# Paul Boulet (1894-1982)
Pour les articles homonymes, voir Paul Boulet et Boulet (homonymie).
Paul Boulet est un homme politique français né le 8 septembre 1894 à Marseille (Bouches-du-Rhône) et mort le 27 juillet 1982 à Montpellier (Hérault).

## Biographie
Étudiant en médecine, Paul Boulet est mobilisé pendant la Première guerre mondiale et sert comme brancardier. Blessé au combat en 1916, il est fait prisonnier et ne rentre en France qu'en 1919.
C'est pendant la guerre qu'il rencontre l'Abbé Basch, un ancien du Sillon, qui le sensibilise au catholicisme social. En 1919, il devient président de l'Association catholique de la jeunesse française, tout en reprenant ses études qui le conduisent à l'agrégation de médecine, qu'il obtient en 1926. Il devient par la suite professeur à la faculté de médecine de Montpellier.
Après son départ de la présidence de l'ACJF, en 1929, il intervient peu dans la vie publique et se consacre à ses activités professionnelles, mais participe à la création d'un comité de vigilance antifasciste à Montpellier.
En 1934, il est à l'origine de la création d'un groupe local de la Jeune république et, l'année suivante, est élu maire de Montpellier sur une liste d'union de la gauche. Dans la foulée, il est élu conseiller général du canton de Saint-Martin-de-Londres.
En 1936, il est élu député (Parti de la jeune République) de l'Hérault avec le soutien, au second tour, des partis du Front populaire.
L'année suivante, cependant, il doit faire face à d'importantes dissensions au sein du conseil municipal de Montpellier, qui le conduisent à la démission. Il défend pendant cette période l'unité du Front populaire, ainsi que le soutien aux républicains espagnols.
En 1938, il prend des responsabilités locales au sein du secours populaire, ce qui lui vaudra d'être suspecté de « crypto-communisme ».
Bien qu'engagé volontaire dès le déclenchement de la guerre, affecté comme médecin-commandant, il peut participer à la séance qui débat des pleins pouvoirs que sollicite Pétain, le 10 juillet 1940, et fait partie des 80 parlementaires votant contre.
Sans être impliqué dans la Résistance, Paul Boulet ne renie pendant l'occupation rien de ses engagements. Il participe à la renaissance de la Jeune République, est membre du bureau du Mouvement de libération nationale et siège, à partir du 7 novembre 1944, au sein de l'assemblée consultative provisoire.
Réélu maire de Montpellier en 1945, puis en 1947, réélu conseiller général dans son canton en 1945, il mène une liste Jeune république pour l'élection à la première assemblée constituante, en octobre 1945, mais n'est pas élu. Il rejoint, l'année suivante, la liste du Mouvement républicain populaire, menée par Paul Coste-Floret, et est élu. Il le sera de nouveau quelques mois plus tard, pour la première législature de l'assemblée nationale.
Au sein de l'assemblée, il occupe les fonctions de vice président de la commission de la famille et rapporte le projet de convention pour la création de l'OMS. Il tente aussi, en 1947, de faire adopter une amnistie générale et l'abolition de la peine de mort, en vain.
Son refus, par pacifisme, du pacte atlantique lui vaut, en 1950, d'être exclu du MRP. L'année suivante, il ne se représente pas aux cantonales, et mène sans succès une liste de gauche indépendante pour les législatives. Il perd, en 1953, la mairie de Montpellier et siège comme conseiller municipal d'opposition jusqu'en 1965.
Pendant cette période, il s'engage dans les combats de la gauche pacifiste : opposé au réarmement allemand, à la CED, puis à la guerre du Viêt-Nam.
De nouveau candidat aux législatives de 1956, sa liste obtient à peine 3 % des voix. Opposé au retour du général de Gaulle en 1958, il tente l'année suivante de reprendre la mairie de Montpellier et son canton de Saint-Martin-de-Londres, toujours en vain.
Après 1965, il s'éloigne de la vie politique tout en continuant de manifester ses opinions de gauche. En 1977, il apporte son soutien à Georges Frêche qui emporte la mairie à la tête d'une liste d'union de la gauche.

## Distinctions
Officier de la Légion d'honneur (Chevalier de la Légion d'honneur à titre militaire en 1920, il fut fait officier, au même titre en 1944),
 Croix de guerre 1914–1918 (Croix de guerre avec cinq citations)
 Croix de guerre 1939–1945